# Viola suaviflora
Viola suaviflora är en violväxtart som beskrevs av Borb. och H. Braun. Viola suaviflora ingår i släktet violer, och familjen violväxter. Inga underarter finns listade i Catalogue of Life.